# Wilhelm Lindner

Wilhelm Lindner

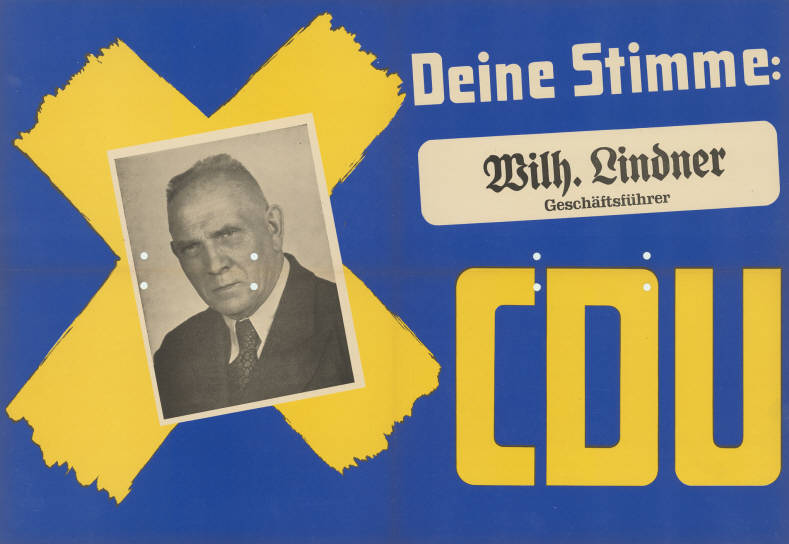
Wilhelm Lindner auf einem Landtagswahlplakat 1950

Wilhelm Lindner (* 11. Oktober 1884 in Iserlohn; † 10. September 1956 in Herford) war ein deutscher Redakteur, Geschäftsführer und Politiker.

## Leben und Wirken
Lindner arbeitete nach dem Abschluss der Mittelschule auf einer Nickel-Hütte. Nach dem Besuch der Hüttenschule in Duisburg arbeitete er in verschiedenen Hüttenwerken und Maschinenfabriken. Zwischen 1906 und 1913 war er Redakteur in Frankfurt am Main. Während des Ersten Weltkrieges war Lindner Soldat.
Nach dem Krieg trat Lindner der Deutschnationalen Volkspartei (DNVP) bei. 1920/21 war er Chefredakteur der deutschnationalen Lippische Tageszeitung in Detmold. Außerdem war er seit 1928 Mitglied der Berlin-Brandenburgischen Provinzialsynode. Zwischen 1924 und 1932 war er Mitglied des preußischen Landtages. Im Jahr 1924 war Lindner auch Mitglied des Reichstages. Im Jahr 1930 trat er zum Christlich-Sozialen Volksdienst über und war im selben Jahr zeitweise dessen Geschäftsführer. In den Jahren 1931 und 1932 war Lindner Chefredakteur und Verlagsdirektor der Zeitung Tägliche Rundschau mit dem Erscheinungsort Berlin.
Von 1933 bis 1934 arbeitete Lindner als Bezirksleiter der Hamburg-Mannheimer Lebensversicherung. Anschließend war er bis 1942 Geschäftsführer des Heilpraktikerverbandes. Zwischen 1942 und 1945 war er für das Reichsamt für Wiederaufbau tätig.
Nach 1945 trat Lindner der CDU bei. Er war 1946 Mitglied des Provinzialrates für Westfalen. Außerdem war er 1946 und 1947 Abgeordneter des ernannten Landtages von Nordrhein-Westfalen. In der ersten regulären Wahlperiode des Landtages von Nordrhein-Westfalen wurde er im Wahlkreis Halle (Westf.) direkt gewählter Abgeordneter.